# Jack T. Kirby
Jack Temple Kirby (22 août 1938 - 6 août 2009) est un historien américain qui a écrit sur le sud des États-Unis et les stéréotypes persistants à l'égard des sudistes. Il reçoit le prix Bancroft pour son livre de 2006 Mockingbird Song: Ecological Landscapes of the South.

## Jeunesse et éducation
Kirby est né le 22 août 1938 à Portsmouth, en Virginie, ses ancêtres ayant immigré dans le Sud au XVIIe siècle, par tradition familiale. Tout au long de ses études universitaires, il se spécialise en histoire, obtenant son baccalauréat à l'Université Old Dominion, puis fréquentant l'Université de Virginie, où il obtient une maîtrise et un doctorat.
Professionnellement, Kirby est embauché en 1965 à la faculté de l'Université de Miami, où il est professeur d'histoire jusqu'à sa retraite en 2002. Il est également président de la Southern Historical Association.
Dans ses ouvrages publiés – il a écrit ou édité sept livres – Kirby tente de dissiper les généralisations à propos des Sudistes à partir de livres qui, selon lui, visaient à « faire en sorte que les Blancs du Nord se sentent bien dans leur peau en racontant encore et encore la même histoire à propos du Sud » ". Son livre de 1978 Media-Made Dixie conteste la représentation des Sudistes en utilisant « des clichés de racistes, de noblesse terrienne gracieuse, de pauvreté, de valeurs rurales artisanales, de coureurs de stock-cars et de moonshiners ». Plutôt que de se concentrer sur le Sud tel qu'il existe réellement, les livres montrent des représentations depuis l'aube du cinéma et la création de listes de best-sellers, à commencer par The Birth of a Nation de D. W. Griffith.
Son livre de 2006 Mockingbird Song: Ecological Landscapes of the South, publié par University of North Carolina Press reçoit le prix Bancroft en 2007 par les jurés de l'Université Columbia,.

## Vie privée
Il s'installe à St. Augustine, en Floride, après avoir pris sa retraite de l'Université de Miami.
Kirby est décédé à 70 ans d'une insuffisance cardiaque le 6 août 2009 à St. Augustine, en Floride.